# 法语动词
法语动词（法语：Verbe du français）是法语词性的一种。由于法语是一种屈折语，每一个词位都拥有很多限定与非限定的屈折形式。
限定形式有八种时态-体-语气的简单形态。包括直陈式的现在时、未完成过去时、简单将来时和条件语气（有时被认为是一种独立的语式），虚拟式的现在时、未完成过去时以及命令式。非限定形式有不定式、过去及现在分词。
此外，法语还使用“être”和“avoir”这两个助动词的不同简单形式与一般动词的过去分词构成复合时态和被动语态。

## 语式

### 限定语式
| 直陈式 | - 多数应用于主句中 - 用于表达肯定或否定涵义和问句 - 如应用在从句中，其所陈述的必须是千真万确的事实 - 应用于其他语式不适用的情况                          | - « Où êtes-vous ? » (“你在哪里？”) - « Je suis ici. » (“我就在这里。”) |
| 虚拟式 | - 主要用于从句中 - 用来表达不确定的、请求的、欲求的含义 - 用于表达对某一事件的重要反应 - 用于表达对第三人称的命令 - 其应用范围比英文的“虚拟语气”广泛得多 | - « Il se peut qu'il vienne demain. » (“他有可能明天才来。”) - « J'ai demandé qu'il parte. » (“我请他离开。”) - « Je suis heureux qu'il soit venu. » (“对于他的到来我很高兴。”) - « Vive le roi ! » (“国王万岁！”) |
| 命令式 | - 应用于命令和请求 - 主语只能是第一人称复数、第二人称单数和第二人称复数 - 主语通常省略                                                                   | - « Fais tes devoirs ! » (“做你的家庭作业！”) |

除了上述三种语式之外，一些语言学家认为法语的语式还包括条件式（le conditionnel），其用法和英文中的条件状语基本相同。如法语中的« Je le ferais si j'avais assez de temps. »（如果我有足够时间，我会做这件事的。）。但目前的主流观点认为条件式只是直陈式的一个时态。至于究竟在什么情况下应用条件式，目前尚有争议。

### 非限定语式
| 不定式   | - 动词的不变位形式 - 具有名词的意义 - 应用于命令、感叹、省略疑问句                                                            | - « Vouloir, c'est pouvoir. » (“有志者事竟成。”) - « Que faire ? » (“怎么办？”)                                                                                |
| 现在分词 | - 主要用于书面语 - 具有形容词（关系从句）的意义 - 用于表示时间或原因的状语从句 - 现在分词前加en构成副动词，用于方式、条件状语 | - « On recrute des interprètes connaissant à la fois le français et l’anglais. » (“招聘既懂法语又懂英语的翻译。”) - « Elle arriva en courant. » (“她跑来了。”) |
| 过去分词 | - 与助动词构成复合时态和被动态 - 可作品质形容词 - 能够单独使用                                                                | - « Elle a dormi. » (“她睡着了。”) - « Il pleure ses amis morts. » （“他凭吊他死去的朋友。”）                                                                  |

## 时态和体

### 直陈式的时态和体
直陈式通常包括十种时态（5种简单时态和5种复合时态），每种复合时态都由助动词的相应简单时态加上过去分词构成。
| 现在时               | - 用于描述习惯性的行为动作 - 用于描述现在正在进行的动作或状态 - 有时也用于描述即将发生的事情 - 应用于主句是将来时或命令式的条件状语从句中 - 经常用于描述历史事件 | - « Le mardi, je joue au tennis. » (“每周二我都打网球。”) - « Demain, je joue au tennis avec Marc. » (“明天我去和马克打网球。”) - « Si je joue au tennis avec vous mardi, jouerez-vous aux échecs avec moi mercredi ? » (“如果我星期二我和你打网球，你星期三可以和我下象棋么？”) - « En ce moment, je joue au tennis. » (“我现在正在打网球。”) |
| 简单过去时           | - 用于描述发生在过去的已经完成的动作 - 在现代法语中已经很少使用，基本上被复合过去时所替代。仅应用于文学作品和正式文件中 | - « Et la lumière fut. » (于是就有了光。) - « Il naquit en 1930 et mourut en 1998. » (他生于1930年，死于1998年。) - « Hier, il plut. » (昨天下雨了。) |
| 未完成过去时         | - 用于描述过去的习惯性行为或动作 - 用于描述过去时的自然状态、背景、心理状态、想法和感觉 - 用于描述过去起止时间不明的动作和状态 - 经常和简单过去时或复合过去时搭配使用，用于表达某一动作发生的时候另一动作正在进行中 - 用于与事实相反的条件状语从句中，主句用条件式；包括用于表达愿望和请求 | - « Quand j'étais jeune, j'habitais à Paris. » (“我年轻时住在巴黎。”) - « Il rangea la salle tandis qu'elle faisait la vaisselle. » (“他清理房间的时候，她正在洗碗。”) - « Si je le savais, je te le dirais. » (“假如我知道的话，我会告诉你的。”)                                                                                              |
| 简单将来时           | - 用于描述发生在将来的事 | - « Je le ferai demain. » (“我明天会做的。”) |
| 条件式（过去将来时） | - 用于条件句的主句中，从句用未完成过去时，且要表达和真实相反的涵义 - 通常表达站在一个更早的立场上对另一个较早发生的事件的看法 - 和英语中的条件式复合句用法相似 | - « Si je le savais, je te le dirais. » (“假如我知道的话，我会告诉你的。”) - « Ils disaient que je réussirais. » (“他们说我会成功的。”) |

复合时态分别有复合过去时（le passé composé）、先过去时（le passé antérieur）、愈过去时（le plus-que-parfait）、先将来时（le futur antérieur）和条件式过去时（包括第一、第二两种过去时，不过第二过去时基本已经绝迹）。复合时态的构成方式是助动词être或avoir依照各自对应的简单时态变位，加上动词的过去分词。复合时态通常表达比对应简单时态更早发生的动作或状态。例如：« A ce moment-là, il se souvint de ce qu'il avait promis. »（“此刻，他回忆起自己究竟承诺过什么。”）。在现代法语中，复合过去时基本已经代替了简单过去时。
和英语或西班牙语不同，法语中并没有所谓的“进行时”，這點與拉丁語相同。例如英语中的I am doing it和I do it在翻译成法语的时候是没有区别的，都是Je le fais。至于两者之间的不同之处则要通过语境来判断。如果憑上文下意均無法推測出的話，可以用一種間接的方法être en train de (be in the middle of)來表示，上句於是可以改成Je suis en train de le faire。在表示过去的时态中，未完成过去时、简单过去时和复合过去时通常可以表达出不同程度的持续状态。

### 虚拟式的时态和体
虚拟式只有两种简单时态，分别是现在时和未完成过去时，用來表示請求、需要、疑惑、可能等語氣，只用於從屬子句中。在现代法语中，未完成过去时已经很少使用，仅见于文学作品中。实际上，这两种时态在表意上并没有区别。当主句是现在时或将来时的时候，从句通常要用虚拟式现在时；而当主句是过去时的时候，从句则要用虚拟式未完成过去时。在现代法语中，这两种情况都可以使用现在时，未完成过去时只应用于正式的文件和文学作品中。
和直陈式一样，虚拟式的两种简单时态也分别对应着复合时态，分别是过去时和愈过去时，用來表達上述語氣中已過去的事。和简单时态的情况一样，虚拟式愈过去时在现代法语中已经很少应用。

### 其他语式的时态和体
- 命令式通常只有现在时一种时态，但也存在一种非常鲜见的完成时，表示一定期限内应当完成的动作。比如 fais-le 意思是 do it, 而 aie-le fait意思则是 have it done.
- 动词的不定式也有现在时和完成时两种时态。比如 faire 意思是 to do, 而 avoir fait 意思则是 to have done.
- 法语的动词还有现在分词形式。比如：动词faire的现在分词faisant 意思是 doing, 而 ayant fait 意思则是 having done。和英语不同的是，法语中的现在分词并不表示进行时态，也并不能当作一个名词来使用。
- 法语的动词还有过去分词形式。例如动词faire的过去分词fait 意思是 done。和英语相同，过去分词用于构成被动语态、复合时态或直接作为形容词来使用。过去分词通常没有完成时。

## 变位方法
法语动词需要根据不同的语式、时态、体、人称或数来改变动词词尾的后缀与辅助动词的形式，并遵循一定的规则。

### 词根和词尾
所有的简单动词都由两部分构成：词根（le radical）和词尾（la terminaison）。另外，在有些动词的变位形式中，在词根和词尾之间还会存在词缀（l'affixe）。例如：
- （他们曾经说着。）
  -  是动词 说的词根； 是其直陈式未完成过去时的第三人称复数词尾。
- （我们完成。）
  -  是动词 完成的词根； 是其直陈式现在时的第一人称复数词尾；在词根和词尾之间的  是第二组动词的词缀。

对于完全不规则动词(包括avoir有, aller去, dire说, être是, faire做, pouvoir, savoir, valoir值 和 vouloir想要……)而言，有时很难区分他们的词根和词尾。例如：
- （你在那儿吗？）
- （他要开始工作了。）
- （她脸红了。）

#### 词根
动词的含义由词根体现。
通常来说，第一组动词和第二组动词的词根是不变的，例如：
- 说话：
- 完成：

第三组动词的词根通常会有2-4种变化形式，例如：
- 想要：

除了少数例外，动词在变位过程中保持其词根的拼写不变。
为了保持词根发音的一致，对以  或  结尾的词根，会根据其连接词尾的发音进行相应的书写变化，例如：
- 推进：
- 觉察：
- 吃：

#### 词尾
动词的词尾可以体现：
- 所有形式的动词的语式、时态。
- 限定动词的人称和数
- 过去分词的性和数

除了完全不规则动词外，动词的词尾会随其时态、语态、人称、数的不同而做规律变化，这种变化对同一组动词来说基本上是固定的。

### 助动词
在法语中，助动词（le verbe auxiliaire）有  和  两个，它们用于构成复合时态或被动语态。

#### 复合时态
在简单时态中，动词的变化不借助助动词来完成；相对地，在复合时态中，动词的变化由助动词和该实意动词的过去分词共同完成。例如：
- （他工作。）
- （他工作了。）
- （她要洗澡。）
- （她要洗完澡了。）

一般来说，法语中每一个简单时态都有其相对应的复合时态。
| 语式   | 简单时态     | 示例 | 示例 | 复合时态     | 示例 | 示例 |
| ------ | ------------ | ---- | ---- | ------------ | ---- | ---- |
| 不定式 | 现在时       |      |      | 过去时       |      |      |
| 直陈式 | 现在时       |      |      | 复合过去时   |      |      |
| 直陈式 | 未完成过去时 |      |      | 愈过去时     |      |      |
| 直陈式 | 简单过去时   |      |      | 先过去时     |      |      |
| 直陈式 | 简单将来时   |      |      | 先将来时     |      |      |
| 条件式 | 现在时       |      |      | 过去时第一形 |      |      |
| 虚拟式 | 现在时       |      |      | 过去时       |      |      |
| 虚拟式 | 未完成过去时 |      |      | 愈过去时     |      |      |
| 命令式 | 现在时       |      |      | 过去时       |      | —    |
| 分词   | 现在分词     |      |      | 复合过去分词 |      |      |

绝大多数动词使用  作为其助动词一起构成其复合时态。例如：
- （我病了。）
- （你吃了意大利面。）

方向性动词（le verbe de déplacement）及其衍生词、代词式动词（le verbe pronominal）及被动动词（le verbe passif）使用  作为其助动词。例如：
- 方向性动词 去：（我去了电影院。）
- 代词式动词 醒来：（她已经醒了。）
- 被动动词 发生：（发生了什么？）

一般来说，方向性动词有以下14个：
其衍生词有3个：。
这些方向性动词，一旦后面连接直接宾语（le complément d'objet direct, COD）将失去它的方向性功能，此时就需要用  作为其助动词。例如：
- （我上了阁楼。）
- （我把旧书放在了阁楼。）

#### 被动语态
在主动语态（la voix active）中，主语是动作的发出者；而在被动语态（la voix passive）中，主语是动作的承受者。被动语态需要借助助动词  来表现，例如：
- （猫吃老鼠。）
- （老鼠被猫吃。）

被动语态的时态变化实际上亦由助动词  承担，例如：
- （猫吃了老鼠。）
- （老鼠被猫吃了。）

### 简单时态的动词变化

#### 不定式
不定式（l'infinitif）是一个动词的最基本形式，它不具有词形变化，是动词的一种无人称形式。
我们用动词不定式现在时（l'infinitif présent）的词尾把法语动词分为三组：
- 第一组动词，由其自有词根和词尾  组成，例如：
- 第二组动词，由其自有词根和词尾  组成，并且他们的现在分词词尾是  例如：
- 第三组动词，又称不规则动词。他们的词根会随时态及性数不同而变化，词尾亦不尽相同，但主要有  四种：
  - 以  为词尾：
  - 以  为词尾：
  - 以  为词尾：
  - 以  为词尾：（仅此一个）。

标注粗体的词语将会在下面的章节作为例词使用。

### 直陈式
直陈式（l'indicatif）是用于表明事情为实际情况的一类语式。

#### 现在时
直陈式现在时（l'indicatif présent）的词尾变化遵循以下规律：
- 所有的第一组动词及其不定式现在时以  为词尾的第三组动词：；
- 所有的第二组动词及大部分第三组动词：；
- 部分以  为词尾的第三组动词：：；
- 动词 ：。

| 第一组动词 | 第二组动词 | 第三组动词 | 第三组动词 | 第三组动词 | 第三组动词 |
| ---------- | ---------- | ---------- | ---------- | ---------- | ---------- |
|            |            |            |            |            |            |
|            |            |            |            |            |            |
|            |            |            |            |            |            |
|            |            |            |            |            |            |
|            |            |            |            |            |            |
|            |            |            |            |            |            |

#### 未完成过去时
直陈式未完成过去时（l'indicatif imparfait）的词根保持不变，与该动词直陈式现在时第一人称复数形式的词根相同。例如 喝：
- 直陈式现在时：；
- 直陈式未完成过去时：。

该时态的词尾也保持不变：。
| 第一组动词 | 第二组动词 | 第三组动词 | 第三组动词 | 第三组动词 | 第三组动词 |
| ---------- | ---------- | ---------- | ---------- | ---------- | ---------- |
|            |            |            |            |            |            |
|            |            |            |            |            |            |
|            |            |            |            |            |            |
|            |            |            |            |            |            |
|            |            |            |            |            |            |
|            |            |            |            |            |            |

#### 简单过去时
直陈式简单过去时（l'indicatif passé simple）的所有动词词根均不规则且无规律可循，但对于同一个动词的不同人称和数，其词根保持一致。
该时态的词尾亦不规则，但可分为4个系列：
- 词尾以  开头：；
- 词尾以  开头：；
- 词尾以  开头：；
- 词尾以  开头：。

同时，对于该时态动词词尾的变化大致有以下规律：
- 不定式现在时以  结尾的动词，包括所有第一组动词和 ：使用  系变位词尾；
- 不定式现在时以  结尾的动词，包括所有第二组动词和不以  结尾第三组动词：使用  系变位词尾；
- 不定式现在时以  结尾的动词：使用  系变位词尾；
- 其他动词的直陈式简单过去时变位词尾通常和其过去分词词尾一致，但仍有很多例外。

| 第一组动词 | 第二组动词 | 第三组动词 | 第三组动词 | 第三组动词 | 第三组动词 |
| ---------- | ---------- | ---------- | ---------- | ---------- | ---------- |
|            |            |            |            |            |            |
|            |            |            |            |            |            |
|            |            |            |            |            |            |
|            |            |            |            |            |            |
|            |            |            |            |            |            |
|            |            |            |            |            |            |

#### 简单将来时
直陈式简单将来时（l'indicatif futur simple）的动词变位较为简单：
- 该时态只有一种词尾：；
- 所有的第一、第二组动词和大部分第三组动词的词根均为其不定式现在时完整形式。例如：
- 少数第三组动词的词根不规则，但对于同一个动词的不同人称和数，其词根保持一致。

| 第一组动词 | 第二组动词 | 第三组动词 | 第三组动词 | 第三组动词 | 第三组动词 |
| ---------- | ---------- | ---------- | ---------- | ---------- | ---------- |
|            |            |            |            |            |            |
|            |            |            |            |            |            |
|            |            |            |            |            |            |
|            |            |            |            |            |            |
|            |            |            |            |            |            |
|            |            |            |            |            |            |

### 条件式
条件式是用于表明在假设状态下的某种可能结果的语式（“如果…就会…”）。同时，条件式还可以用来表达“过去将来”的时态。

#### 现在时
条件式现在时（le conditionnel présent）的词根与直陈式简单将来时相同。
条件式现在时的词尾为，与直陈式未完成过去时相同。
例如：
| 第一组动词 | 第二组动词 | 第三组动词 | 第三组动词 | 第三组动词 | 第三组动词 |
| ---------- | ---------- | ---------- | ---------- | ---------- | ---------- |
|            |            |            |            |            |            |
|            |            |            |            |            |            |
|            |            |            |            |            |            |
|            |            |            |            |            |            |
|            |            |            |            |            |            |
|            |            |            |            |            |            |